# Український індекс корпоративної рівності
Український індекс корпоративної рівності — це національне дослідження корпоративних політик, правил та практик приватних компаній щодо підтримки рівності і різноманітності та заборони дискримінації на робочому місці. Індекс включає дослідження протидії дискримінації за ознаками статі, інвалідності, сексуальної орієнтації та гендерної ідентичності.
Дослідження засноване та публікується громадською організацією Точка опори у співпраці з громадськими організаціями «Сучасна жінка», «Соціальна дія» та Національна Асамблея інвалідів України та за підтримки Міжнародний фонд «Відродження».
Перший Індекс корпоративної рівності було проведено в 2014 році, а учасниками індексу стали більше 70 приватних компаній та організацій. У 2019 році в рейтингу взяло участь 75 компаній.
У 2020 році, організатори заявили про те, що критерії Індексу були повністю переглянуті, так замість трьох блоків (ЛГБТ, гендерна рівність та люди з інвалідністю), опитувальник став всеохопним та оцінює різноманітні підходи компаній до підтримки різноманіття на робочому місці за різними ознаками: вік, статть, національність, АТО, ВПО, національність, сексуальна орієнтація чи інвалідність.

## Критерії
Український індекс корпоративної рівності (надалі — Індекс) складається з чотирьох блоків інформації:
1. Загальна інформація про компанію.
2. Інформація про захист від дискримінації за ознакою статі.
3. Інформація про захист від дискримінації за ознакою інвалідності.
4. Інформація про захист від дискримінації за ознакою сексуальної орієнтації та ґендерної ідентичності.

Перший блок містить запитання щодо загальної інформації про компанії, кількість персоналу, походження капіталу (компанія — українська, міжнародна чи інтернаціональна).
Індекс оцінює політику компаній щодо працівників, які найчастіше стикаються з дискримінацією на робочому місці, за трьома ознаками: стать, інвалідність, сексуальна орієнтація та ґендерна ідентичність.
Другий блок висвітлює критерії щодо політик компаній із заборони дискримінації за ознакою статі та стосується забезпечення рівних можливостей кар'єрного росту на робочому місці для чоловіків та жінок.
Третій блок містить запитання щодо створення умов на робочому місці для людей, які мають інвалідність, зокрема питання забезпечення підходящого пристосування та впровадження компанією принципів універсального дизайну.
Четвертий блок стосується питань захисту від дискримінації за ознакою сексуальної орієнтації та ґендерної ідентичності.
Індекс містить перелік критеріїв оцінки на кожну групу — дискримінація за ознаками: статі (6 критеріїв), інвалідності (8 критеріїв), сексуальної орієнтації та ґендерної ідентичності (9 критеріїв).

## Методологія
Найвища оцінка, яку може отримати компанія, за проходження всього індексу — 100 балів. Кожному блоку відповідає конкретна кількість балів, залежно від пріоритету конкретного критерію. Кінцевою оцінкою компанії є сумарна кількість балів поділена на кількість груп.
Компанії, які набрали більше 52 балів середньої оцінки за три блоки, публікуються на офіційному сайті Індексу в розділі «Найкраще місце для роботи» (www.cei.org.ua/resourse/bestwork/) та потрапляють в друковану публікацію.

## Історія Індексу
Перше дослідження Українського індексу корпоративної рівності було проведено в 2014—2015 роках.
18 вересня 2015 року відбулась презентація результатів першого «Українського індексу корпоративної рівності 2014».

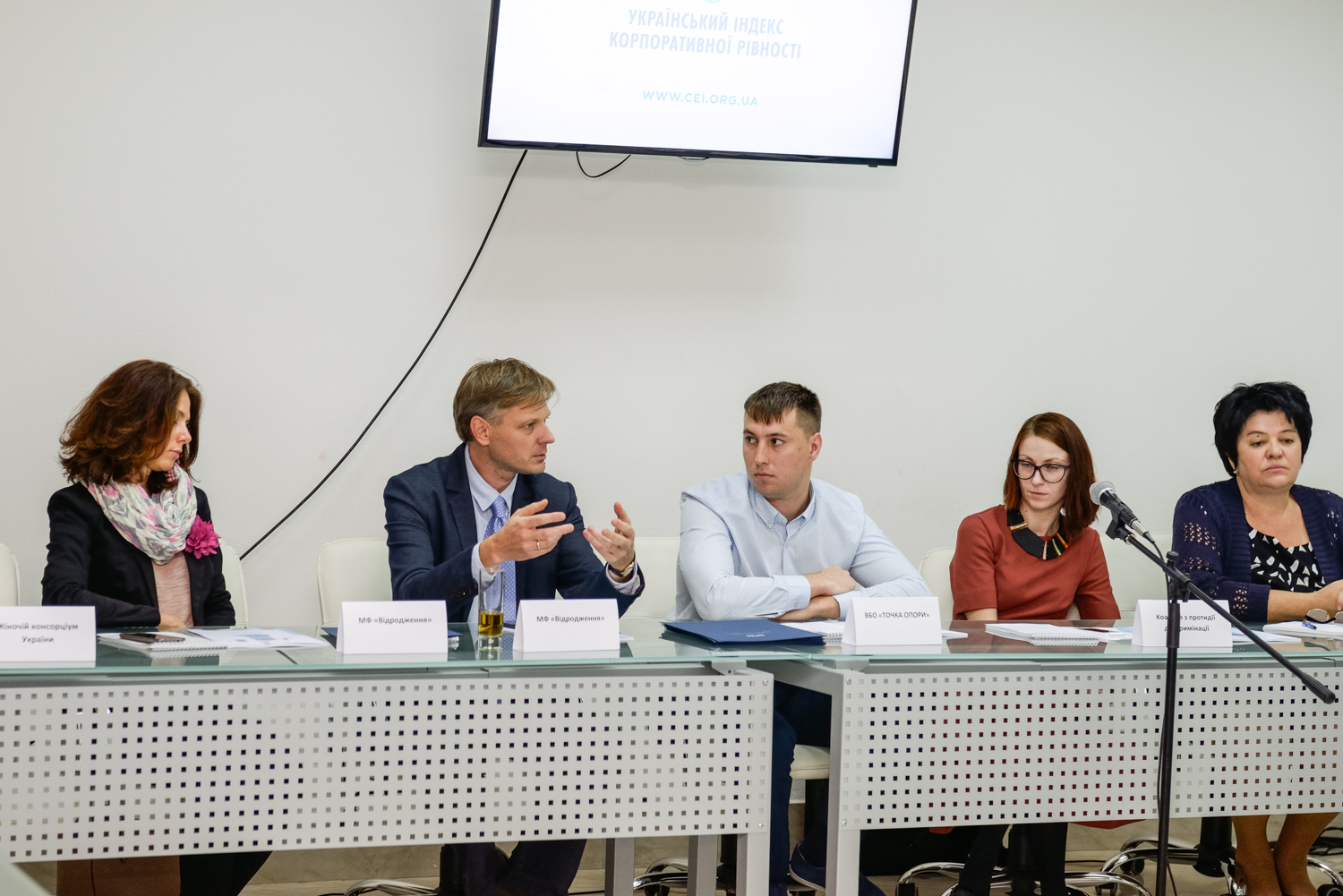
Презентація Українського індексу корпоративної рівності

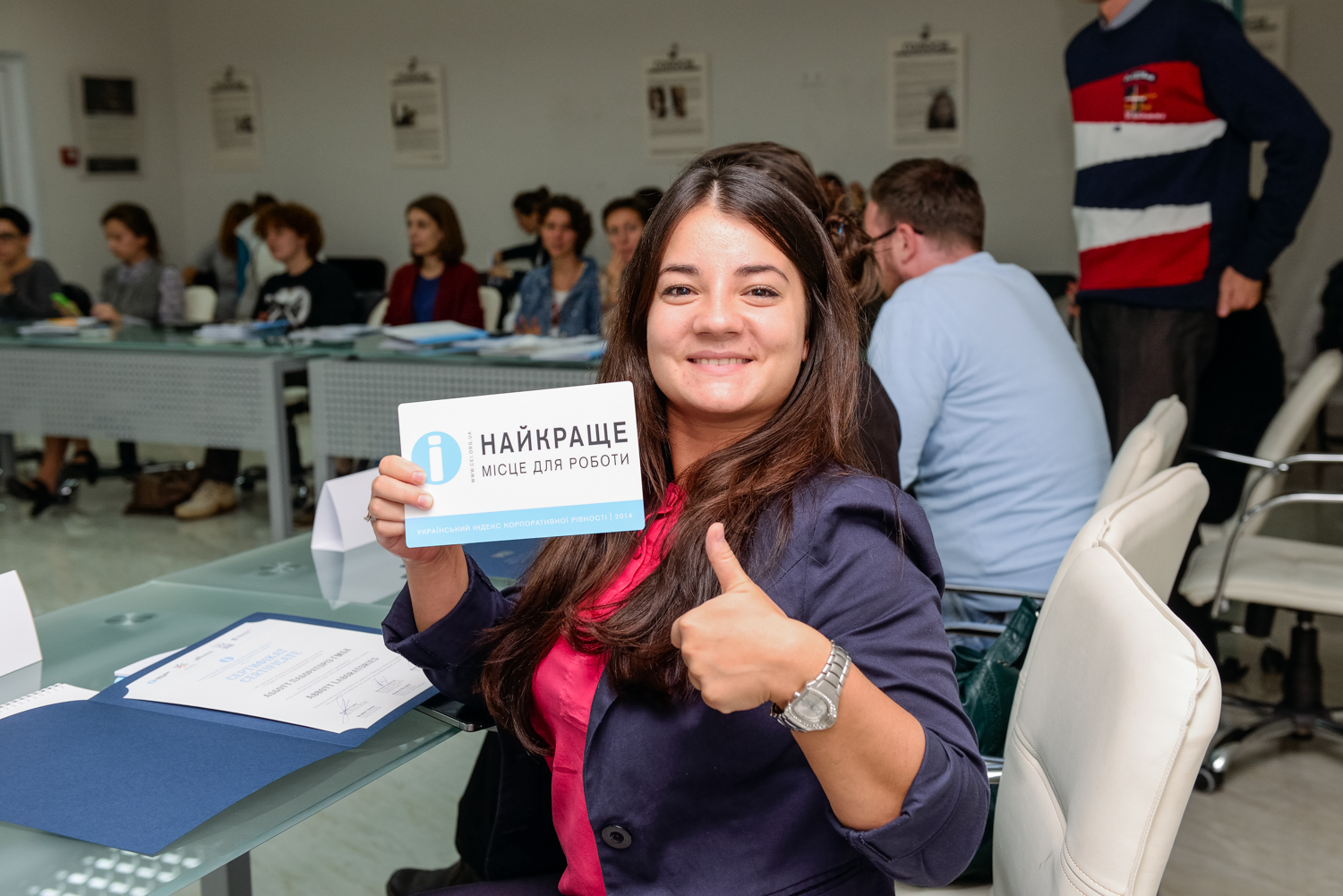
Презентація Українського індексу корпоративної рівності 2014

## Перелік учаснику Індексів
Український індекс корпоративної рівності відзначає компанії, що набирають найбільше балів за виконанні критерії. Головна філософія індексу не покарати компанії, які не дотримуються принципів недискримінації, а навпаки відзначити та заохотити компанії, що впроваджують політики рівності та показати позитивний приклад компаніям які готові проваджувати такі принципи.
Компанії які брали участь в рейтингах 2015, 2017 та 2019 років.
| Назва компанії                       | Сфера          | 2015 | 2017 | 2019 |
| ------------------------------------ | -------------- | ---- | ---- | ---- |
| American Medical Centers             | Медицина       | 90   | 90   | -    |
| 1+1 media                            | Медіа          | -    | -    | 92   |
| GfK Ukraine                          | Послуги        | 65   | 65   | 93   |
| The British Council                  | Послуги        | 87   | 87   | 97   |
| Абботт Лабораторіз ГМБХ              | Медицина       | 72   | 72   | -    |
| Ашан Україна                         | Рітейл         | 53   | 53   | 78   |
| ВОРЛД СТАФФ                          | Послуги        | 63   | 53   | -    |
| ЛІГА:ЗАКОН                           | Медіа          | 68   | 68   | -    |
| СОФТКОМ груп                         | ІТ             | 73   | 73   | -    |
| Фортуна Клуб                         | Послуги        | 62   | 62   | -    |
| Pleon Talan                          | Реклама/PR     | -    | 71   | -    |
| 23 Ресторани                         | Обслуговування | -    | 58   | -    |
| Atlantic Group                       | Реклама/PR     | -    | 87   | 57   |
| EY Україна                           | Послуги        | -    | 82   | 88   |
| LUSH Україна                         | Рітейл         | -    | 92   | 95   |
| Shell Україна                        | Рітейл         | -    | 86   | 75   |
| Trattoria Pesto Azzurro              | Обслуговування | -    | 78   | -    |
| Who is it?                           | Рітейл         | -    | 65   | -    |
| TWIGA Ukraine                        | Реклама/PR     | -    | 78   | 77   |
| Worksection                          | ІТ             | -    | 58   | -    |
| Благодійний магазин Ласка            | Обслуговування | -    | 68   | -    |
| Громадське радіо                     | Медіа          | -    | 87   | 82   |
| Жефко Україна                        | Рітейл         | -    | 66   | 77   |
| Клуб Експортерів                     | Рітейл         | -    | 83   | 73   |
| Pact Україна                         | НГО            | -    | 87   | 70   |
| Центр UA                             | НГО            | -    | 66   | 82   |
| Щастя HUB                            | Обслуговування | -    | 83   | -    |
| ЮСК Україна                          | Рітейл         | -    | 65   | 65   |
| Info Sapiens                         | Обслуговування | -    | -    | 92   |
| Template Monster                     | ІТ             | -    | -    | 88   |
| Todorchuk PR                         | Реклама/PR     | -    | -    | 88   |
| Данон Україна                        | Рітейл         | -    | -    | 87   |
| Dell Україна                         | ІТ             | -    | -    | 83   |
| КиївПрайд                            | НГО            | -    | -    | 83   |
| УГСП                                 | НГО            | -    | -    | 82   |
| Фестіс                               | Логістика      | -    | -    | 82   |
| Computer                             | ІТ             | -    | -    | 82   |
| GIZ                                  | НГО            | -    | -    | 82   |
| Archers                              | IT             | -    | -    | 82   |
| Терго                                | НГО            | -    | -    | 82   |
| Харківський міський центр зайнятості | Держустанова   | -    | -    | 80   |
| Європейська бізнес асоціація         | Асоціація      | -    | -    | 80   |
| HUB 4.0                              | Обслуговування | -    | -    | 78   |
| Genesis                              | IT             | -    | -    | 78   |
| Радіо Сковорода                      | Медіа          | -    | -    | 78   |
| Retail Group                         | Дистрибуція    | -    | -    | 57   |
| Atlantic Group                       | Дистрибуція    | -    | -    | 57   |
| Феєрія                               | Туризм         | -    | -    | 55   |
| Expolight                            | Дистрибуція    | -    | -    | 55   |
| Volkswagen “Престиж-Авто”            | Дистрибуція    | -    | -    | 52   |
| Mirta                                | Дистрибуція    | -    | -    | 53   |
| Кріан                                | Дистрибуція    | -    | -    | 53   |

## Європейська інтеграція
Впровадження політик рівності в сфері зайнятості є одним із зобов'язань України на шляху європейської інтеграції та одним із зобов'язань в рамках візової лібералізації і договору про асоціацію з ЄС.
Зокрема, одним з критеріїв є всеохопна антидискримінаційна політика, що включає в себе заборону дискримінації за будь-якими ознаками (включаючи стать, інвалідність, сексуальну орієнтацію, гендерну ідентичність, національність, мову та інші).
У вересні 2012 року Верховна рада прийняла Закон Про засади запобігання та протидії дискримінації в Україні № 5207-VI.
Відповідно до договору про асоціацію України та ЄС до 2017 року Україна має адаптувати директиви Ради ЄС № 2000/78/ЄС від 27.11.2000 та Директивуа Ради ЄС № 2004/113/ЄС щодо протидії дискримінації на робочому місці за ознаками сексуальної орієнтації, гендерної ідентичності, статі, інвалідності. Виконання вказаних директив є обов'язковим, як для компаній приватного права, так і інших форм власності (організацій, фундацій, державних органів та компаній).
23 листопада 2015 року Кабінет міністрів затвердив план дій з реалізації Національної стратегії у сфері прав людини на період до 2020 року, де підпунктом 4, пункту 105 передбачив розроблення та затвердження типового колективного договору, передбачивши пряму заборону дискримінації на робочому місці та вимогу щодо прийняття підприємствами, установами та організаціями, незалежно від форми власності, політик рівності та недискримінації, розроблення і затвердження типової політики рівності та недискримінації та зобов'язав державні організації, установи та підприємства прийняти відповідні політики до грудня 2016 року.

## Індекси інших країн
Український індекс корпоративної рівності є першим в східній Європі, але в той же час ряд західних країн мають аналогічні індекси.
Corporate Equality Index проводиться найбільшою ЛГБТ організацією США Human Rights Campaign. Перший свій рейтинг HRC опублікувала в 2002 році. У рейтингу Індексу HRC 407 великих підприємств, які охоплюють всі галузі економіки, отримали рейтинг в 100 балів та відмітку «найкраще місце для роботи».
Stonewall Workplace Equality Index проводиться британською ЛГБТ організацією Stonewall. Перший індекс був опублікований в 2005 році, а переможцем була визначена British Council, яка виконала 86 % критеріїв.